# Club de Fútbol Monterrey Femenil
El Club de Fútbol Monterrey Femenil, también conocido como Rayadas de Monterrey o simplemente Rayadas, es un equipo de fútbol femenino mexicano que participa en la Liga MX Femenil. Es la rama femenil del Monterrey.
Al haber otro equipo en la ciudad, el equipo que le genera mayor rivalidad deportiva a la institución son los Tigres de la UANL, con quien se enfrenta en el llamado Clásico Regio.

## Historia
El 5 de diciembre de 2016 Enrique Bonilla, presidente de la Primera División de México, anunció la creación de una liga profesional para mujeres. El club lanzó oficialmente la convocatoria para el equipo femenil el 3 de enero de 2017 dando así inicio al club de Fútbol Monterrey Femenil, las visorias se llevaron a cabo en dos fases los días 28 y 29 de enero, así como 4 y 5 de febrero en los campos de la UdeM San Pedro, Club Primavera, Nova y El Cerrito donde 2600 aspirantes mostraron su fútbol soñando con vestir la playera de Rayados.
El equipo tuvo su debut el 3 de mayo de 2017 en un partido de la Copa de la Liga MX Femenil 2017, se enfrentaron ante las águilas del América con resultado final de 6-0 a favor de las de coapa. 
Su segundo partido fue contra Tigres, en la primera edición del Clásico Regiomontano femenil. El encuentro fue disputado el 4 de mayo de 2017, donde las felinas obtuvieron su primera victoria al derrotar 4-3 a las Rayadas, ganando asimismo el primer Clásico Regio Femenil. La felina Lanny Silva anotó el primer gol en la historia de los clásicos regios femeniles apenas en el primer minuto del encuentro. Al final de la competencia registraron una victoria, y dos derrotas.

## Estadio
El Estadio BBVA Bancomer es el actual estadio de local del Club de Fútbol Monterrey desde el año 2015, cuenta con una capacidad oficial de 53,500 espectadores y se encuentra ubicado en el municipio de Guadalupe, Nuevo León, México, que forma parte de la Zona Metropolitana de Monterrey. En 2008 se presentó oficialmente el proyecto de este estadio cuya inversión fue de 200 millones de dólares. Después de un retraso en su fase de aprobación de permisos debido a polémicas urbanísticas, sociales y ecologistas, el 5 de agosto de 2011 la Secretaría de Medio Ambiente y Recursos Naturales aprobó el cambio de uso de suelo del predio del estadio y la primera fase de la construcción arrancó días después. Su diseño estuvo a cargo de la firma multinacional de arquitectura Populous, y fue inaugurado el 2 de agosto de 2015 con la octava edición de la Copa Eusébio en un partido contra el Benfica de Portugal, con un marcador de 3-0 a favor de Monterrey.

## Entrenadores

### Gustavo Leal Garza (Apertura 2017)
Fue el primer entrenador del Club de Fútbol Monterrey Femenil, siendo el entrenador en la Copa MX Femenil 2017 y también en la Liga MX.(10 PJ, 8JG, 1JE, 1JP - 26 goles a favor, 12 goles en contra - diferencia: +14).Efectividad: 83.33%.

### Eliud Contreras Torres (Apertura 2017)
Eliud entró en sustitución de Gustavo Leal tras una polémica salida de la institución. En su interinato dirigió 4 partidos, de los cuales, ganó 2 (4-0 vs León y 7-0 vs Santos, ambos en "El Barrial") y perdió los otros 2 (1-0 vs Chivas y 4-1 vs Tigres como visitante). 
Efectividad: 50%. 

### Héctor Becerra Becerra (Clausura 2018 - Guard1anes 2021)
Héctor "Tito" Becerra fue nombrado como el nuevo DT de las Rayadas para el Clausura 2018, logrando no solo meter al Monterrey por primera vez a una liguilla, sino que también las clasificó a su primera gran final. En aquella ocasión se midieron en un Clásico Regio a Tigres. La final quedó empatada a 4 goles en el global por lo que los penales decidieron al campeón. Para mala fortuna de Becerra, las felinas se impusieron 2-4 en la cancha del Estadio BBVA, quedándose en la orilla del título. 
Llegó a su segunda final, nuevamente ante Tigres en el Clausura 2019, pero nuevamente cayó por global de 2-3.
Fue hasta el siguiente torneo, el Apertura 2019, que las Rayadas de Monterrey lograron campeonar. Luego de empatar a un gol en la ida de la "Tercera Final Regia Femenil" en el Estadio Universitario, el 7 de diciembre de 2019, con un solitario gol de Diana Evangelista, las "albiazules" se consagraron como campeonas de la Liga.
En el Torneo Guard1anes 2020 hubo una cuarta Final Regia, ahora cerrándose en la cancha de las auriazules. El global quedó empatado a un gol, por lo que de nueva cuenta el título se definió desde los 11 pasos. Las de "Tito" no pudieron y quedaron nuevamente subcampeonas. 
El último partido dirigido por Becerra fue la semifinal de vuelta del Torneo Guard1anes 2021, en donde cayeron 4-1 ante Tigres, 6-3 en el global, quedándose en la antesala por el título. 
Fue así que, luego de 6 torneos completos (7 considerando el inconcluso Clausura 2020) que terminó la época Becerra, logrando entre liga y liguilla casi 90 triunfos y anotar más de 300 goles. Como dato, "Tito" consiguió la mejor goleada del club, tanto de local como de visitante, en la victoria de 8-0 sobre Querétaro en la jornada 6 del Apertura 2018, así como también la mejor goleada como visitante al vencer también al equipo Queretano por marcador de 1-7 en la jornada 10 del Clausura 2018.
Efectividad: 72.15%.

### Eva Espejo Pinzón (Apertura 2021 - presente)
Luego de buenas campañas con el conjunto de Pachuca Femenil, y tras tener 6 meses sin dirigir, las Rayadas anunciaron a Eva Espejo como su nueva entrenadora. Su debut como DT del Monterrey fue en el Estadio Corregidora, logrando empatar a un gol ante Querétaro. Bajo su dirección técnica en dicho torneo, Desirée Monsiváis logró anotar su gol 100 en la cancha de "El Barrial" en la victoria de 4-0 sobre Tijuana. También logró la segunda mayor victoria de Monterrey como visitante (Necaxa 1-6 Rayadas) en la Jornada 13 del Grita México AP21.
También bajo su dirección técnica, las Rayadas lograron el triunfo 100 en la historia del club en la categoría femenil, así como anotar 400 goles en el partido de la jornada 17 ante Cruz Azul (mismo que ganó 5-0) en el Apertura 2021.
Aunque no pudieron ganar ninguna serie en liguilla, la posición en la tabla las favoreció hasta llegar a la final (primero ante Tijuana en cuartos de final con global de 2-2, y posteriormente en semifinales ante Atlas con global de 2-2). Ya en la final, un polémico partido de ida manchado por el mal arbitraje dejó el partido empatado 2-2, mientras que un aguerrido partido de vuelta terminó en un 0-0 (primer empate sin goles tras 26 ediciones de clásicos regios), lo que llevó a definirse en penales donde una gran actuación de Alejandría Godinez fue factor para que las Rayadas ganaran la serie de penales 1-3, y de esta forma conseguir el 2° título, colocando a Eva Espejo como la primera mujer estratega en obtener un campeonato de Liga Femenil, aunque previamente había ganado la Copa de la Liga con Pachuca.
Efectividad: 78.33%.

## Indumentaria

### Proveedor
| Período     | Proveedor |
| ----------- | --------- |
| 2017 – 2025 | Puma      |

## Jugadoras

### Altas y bajas: Clausura 2025
| Altas            | Altas         | Altas                           |
| Jugadora         | Posición      | Procedencia                     |
| ---------------- | ------------- | ------------------------------- |
| Ashlyn Fernández | Defensa       | Tulsa Golden Hurricane          |
| Day Silva        | Defensa       | São Paulo Futebol Clube         |
| Juana Plata      | Mediocampista | Cruz Azul Fútbol Club           |
| Allison Veloz    | Delantera     | Club Necaxa                     |
| Emily Gielnik    | Delantera     | Melbourne Victory Football Club |

En Pretemporada existen jugadoras del equipo piloto, se contemplarán como altas si son registradas para el torneo.
| Bajas              | Bajas     | Bajas                 |
| Jugadora           | Posición  | Destino               |
| ------------------ | --------- | --------------------- |
| Merel van Dongen   | Defensa   | Retiro                |
| Lizette Rodríguez  | Defensa   | Retiro                |
| Ana Lucía Martínez | Delantera | Cruz Azul Fútbol Club |

Existen casos de jugadoras que estaba en el equipo piloto y fichan para otro equipo, la jugadora se considerará baja las que debutan en liga.

### Fuerzas Básicas

#### Sub-19
- La jugadora ya debutó en Primera División.

### Jugadoras internacionales
| Selección                                       | Categoría | Jugadoras | #      |
| ----------------------------------------------- | --------- | --- | ------ |
| México                                          | Absoluta  | Diana García, Myra Delgadillo, Nicole Pérez, Rebeca Bernal, Christina Burkenroad, Daniela Monroy, Fátima Servín, Karol Bernal, Pamela Tajonar, Katty Martinez. | 4 (10) |
| México                                          | Sub-20    | Fátima Servin, Abril Macías. | 1 (2)  |
| México                                          | Sub-17    | Monique Montes, Zoé Sánchez | 2 (2)  |
| México                                          | Sub-15    | Anamia Fuentes, Karla Zazueta, Ana Vásquez, Dafne Sánchez, Maribel Mendoza, Itsi Prado.                                                                        | (6)    |
| México                                          | Sub-13    | Cynthia Serrano | (1)    |
| Costa Rica                                      | Absoluta  | Valeria del Campo | 1 (1)  |
| Guatemala                                       | Absoluta  | Ana Lucía Martínez | 1 (1)  |
| Sudáfrica                                       | Absoluta  | Jermaine Seoposenwe | (1)    |
| Países Bajos                                    | Absoluta  | Merel van Dongen | (1)    |
| El Salvador                                     | Absoluta  | Juana Plata | 1 (1)  |
| Fecha de actualización: 1 de septiembre de 2024 |           | |        |

Se consideran jugadoras internacionales si han recibido llamado a selecciones nacionales en los últimos 12 meses. Con negritas se muestran aquellas jugadoras que han sido llamadas en la última convocatoria.

## Plantillas Importantes

### 11 Inicial en Copa
El Club de Fútbol Monterrey Femenil inicia la era profesional del fútbol femenil en la Copa el miércoles 3 de mayo de 2017, enfrentando al Club América y cayendo con un marcador de 6-0 en el Estadio de la Federación Mexicana de Fútbol. 
| Alineación: - Claudia Lozoya - Alexa Frías - Flor Mejía - Leslie de la Cruz - Sara Guzmán - Hilary García - Minerva Bernal - Sofía Martínez - Gelymar Melo - Diana Evangelista - Pamela Verdirame - D.T. Gustavo Leal |  | C. Lozoya A. Frías F. Mejía L. de la Cruz S. Guzmán H. García M. Bernal S. Martínez G. Melo D. Evangelista P. Verdirame |

### 11 Inicial en Liga
Las Rayadas inician su participación en la Liga MX Femenil el domingo 30 de julio de 2017 en los campos de 'El Barrial', ganando 5 a 2 al Club Necaxa con goles de Sofía Ochoa (3'), Pamela Verdirame (18'), Alexa Frías (31'), Flor Mejía (41') y Gelymar Meloo (78'). 
| Alineación: - Claudia Lozoya - Alexa Frías - Katia Estrada - Rebeca Bernal - Flor Mejía - Hilary García - Selena Castillo - Sofía Ochoa - Lourdes de León - Minerva Bernal - Pamela Verdirame - D.T. Gustavo Leal |  | C. Lozoya A. Frías K. Estrada R. Bernal F. Mejía H. García S. Castillo S. Ochoa L. de León M. Bernal P. Verdirame |

### 1erPartido de Liguilla
Las Blanquiazules inician su participación en la fase final de la Liga MX Femenil en las semifinales del torneo Clausura 2018 el domingo 15 de abril de 2018 en el Estadio Nemesio Díez, empatando 0-0 ante el Deportivo Toluca .
| Alineación: - Claudia Lozoya - Alexa Frías - Rebeca Bernal - Hilary García - Selena Castillo - Mariana Cadena - Andrea Balderas - Valeria Valdéz - Diana Evangelista - Desirée Monsiváis - Dinora Garza - D.T. Héctor Becerra |  | C. Lozoya A. Frías R. Bernal H. García S. Castillo M. Cadena A. Balderas V. Valdéz D. Evangelista D. Garza D. Monsiváis |

### 1.ª Final de Liga
El Club Monterrey Femenil llega a la final de la Liga MX Femenil del torneo Clausura 2018 el viernes 27 de mayo de 2018 enfrentando a Tigres de la UANL. En el partido de ida, se registró un empate en el marcador de 2 goles con anotaciones de Rebeca Bernal (24') y Desirée Monsiváis (26'), así como un autogol de Vanessa López (94') en el Estadio Universitario. Posteriormente, en el partido de vuelta, el marcador global fue de 4 a 4 con goles de Rebeca Bernal (49') y Norali Armenta (92'). Sin embargo, perdieron la serie en instancia de penales por 4 a 2 en el Estadio BBVA.
| Alineación (Ida): - Claudia Lozoya - Alexa Frías - Rebeca Bernal - Hilary García - Selena Castillo - Mariana Cadena - Valeria Valdéz - Vanessa López - Daniela Solís - Diana Evangelista - Desirée Monsiváis - D.T. Héctor Noriega |  | C. Lozoya A. Frías R. Bernal H. García S. Castillo M. Cadena V. Valdéz V. López D. Solís D. Evangelista D. Monsiváis |  | Alineación (Vuelta): - Claudia Lozoya - Alexa Frías - Rebeca Bernal - Hilary García - Selena Castillo - Mariana Cadena - Valeria Valdéz - Vanessa López - Dinora Garza - Diana Evangelista - Desirée Monsiváis - D.T. Héctor Noriega |  | C. Lozoya A. Frías R. Bernal H. García S. Castillo M. Cadena V. Valdéz V. López D. Garza D. Evangelista D. Monsiváis |

### 2.ª Final de Liga
Las Rayadas llegan a su segunda final en el Clausura 2019 el viernes 10 de mayo de 2019, enfrentando nuevamente a Tigres de la UANL. En el partido de ida, se registró un empate en el marcador de 1 gol, con anotaciones de Selena Castillo (61') y un autogol de Alexa Frías (61') en el Estadio Universitario. Posteriormente, en el partido de vuelta, el marcador global fue de 3 a 2 en contra con un gol de Alicia Cervantes (67'), quedando así como subcampeonas en el Estadio BBVA
| Alineación (Ida): - Claudia Lozoya - Alexa Frías - Rebeca Bernal - Mariana Cadena - Selena Castillo - Gabriela Álvarez - Dinora Garza - Valeria Valdéz - Desirée Monsiváis - Alicia Cervantes - Aylín Avilés - D.T. Héctor Noriega |  | C. Lozoya R. Bernal A. Frías M. Cadena S. Castillo G. Álvarez D. Garza V. Valdéz D. Monsiváis A. Cervantes A. Avilés |  | Alineación (Vuelta): - Claudia Lozoya - Alexa Frías - Rebeca Bernal - Mariana Cadena - Selena Castillo - Gabriela Álvarez - Dinora Garza - Valeria Valdéz - Desirée Monsiváis - Alicia Cervantes - Aylín Avilés - D.T. Héctor Noriega |  | C. Lozoya R. Bernal A. Frías M. Cadena S. Castillo G. Álvarez D. Garza V. Valdéz D. Monsiváis A. Cervantes A. Avilés |

### Primer amistoso internacional
El Club de Fútbol Monterrey Femenil, como parte de su pretemporada previa al inicio del torneo Apertura 2019, se enfrentó contra el club Dallas FC en Dallas, Texas, marcando este encuentro como su primer partido internacional. Lamentablemente, el equipo perdió por 4 a 1, con el gol solitario anotado por Diana Evangelista al minuto 17. 
| Alineación: - Claudia Lozoya - Alexa Frías - Mariana Cadena - Paola Urbieta - Vanessa López - Selena Castillo - Valeria Valdéz - Diana Evangelista - Daniela Solís - Dinora Garza - Desirée Monsiváis - D.T. Héctor Becerra |  | C. Lozoya A. Frías R. Bernal H. García S. Castillo M. Cadena V. Valdéz V. López D. Solís D. Evangelista D. Monsiváis |

### 3.ª Final de Liga (1erCampeonato de la Liga MX Femenil)
Las Rayadas llegan a su tercera final en el Apertura 2019. El viernes 29 de noviembre de 2019, se enfrentaron por tercera ocasión a Tigres de la UANL. En el partido de ida, se registró un empate en el marcador de 1 gol de Annia Mejía (53') en el Estadio BBVA. Posteriormente, en el partido de vuelta, el marcador global fue de 2 a 1 a favor, con un gol de Diana Evangelista (31'), quedando así como campeonas por primera vez en el Estadio Universitario. 
| Alineación (Ida): - Claudia Lozoya - Annia Mejía - Rebeca Bernal - Mariana Cadena - Ricla Rajunov - Andrea Hernández - Dinora Garza - Valeria Valdéz - Desirée Monsiváis - Daniela Solís - Diana Evangelista - D.T. Héctor Becerra |  | C. Lozoya A. Mejía R. Bernal M. Cadena R. Rajunov V. Valdéz D. Garza A. Hernández D. Solís D. Evangelista D. Monsiváis |  | Alineación (Vuelta): - Claudia Lozoya - Annia Mejía - Rebeca Bernal - Mariana Cadena - Ricla Rajunov - Andrea Hernández - Dinora Garza - Valeria Valdéz - Desirée Monsiváis - Daniela Solís - Diana Evangelista - D.T. Héctor Becerra |  | C. Lozoya A. Mejía R. Bernal M. Cadena R. Rajunov V. Valdéz D. Garza A. Hernández D. Solís D. Evangelista D. Monsiváis |

### 4.ª Final de Liga
El Club Monterrey Femenil llega a su cuarta final de la Liga MX Femenil del torneo Apertura 2020, la tercera consecutiva. El viernes 11 de diciembre de 2020, enfrentaron por cuarta ocasión a Tigres de la UANL en instancias finales, con un marcador de 1 gol en contra en el partido de ida en el Estadio BBVA. Posteriormente, en el partido de vuelta, el marcador global fue de 1 a 1, con un gol de Annia Mejía (93'), para perder la serie en instancia de penales por 3 a 2 en el Estadio Universitario. 
| Alineación (Ida): - Alejandría Godínez - Annia Mejía - Rebeca Bernal - Mariana Cadena - Ricla Rajunov - Diana García - Valeria Valdéz - Christina Burkenroad - Desirée Monsiváis - Daniela Solís - Diana Evangelista - D.T. Héctor Becerra |  | A. Godínez A. Mejía R. Bernal M. Cadena R. Rajunov D. García V. Valdéz D. Solís D. Evangelista C. Burkenroad D. Monsiváis |  | Alineación (Vuelta): - Alejandría Godínez - Annia Mejía - Mariana Cadena - Mónica Flores - Ricla Rajunov - Diana García - Valeria Valdéz - Christina Burkenroad - Desirée Monsiváis - Daniela Solís - Diana Evangelista - D.T. Héctor Becerra |  | A. Godínez A. Mejía M. Cadena M. Flores R. Rajunov D. García V. Valdez C. Burkenroad D. Monsiváis D. Solís D. Evangelista |

### 5.ª Final de Liga (2.º Campeonato de la Liga MX Femenil)
Las Rayadas llegan a su quinta final en el Clausura 2022. El viernes 29 de noviembre de 2019, se enfrentaron por tercera ocasión a Tigres de la UANL, con un empate en el marcador de 2, con un gol de Lizette Rodríguez (40') y un autogol de Cristina Ferral (11') en el partido de ida en el Estadio BBVA. Posteriormente, en el partido de vuelta, el marcador global fue de 2 a 2, para ganar la serie en instancia de penales por 3 a 1, quedando así como campeonas por segunda ocasión en el Estadio Universitario.
| Alineación (Ida): - Alejandría Godínez - Rebeca Bernal - Mariana Cadena - Alejandra Calderón - Mónica Flores - Yamilé Franco - Diana Evangelista - Diana García - Christina Burkenroad - Desirée Monsiváis - Aylín Avilés - D.T. Eva Espejo |  | A. Godínez R. Bernal M. Cadena A Calderón M. Flores Y. Franco D. Evangelista D. García A. Avilés C. Burkenroad D. Monsiváis |  | Alineación (Vuelta): - Alejandría Godínez - Rebeca Bernal - Mariana Cadena - Alejandra Calderón - Mónica Flores - Valeria del Campo - Diana Evangelista - Diana García - Yamilé Franco - Desirée Monsiváis - Aylín Avilés - D.T. Eva Espejo |  | A. Godínez R. Bernal M. Cadena M. Calderón M. Flores V. del Campo D. Evangelista D. García Y. Franco D. Monsiváis A. Avilés |

### Campeón de Campeonas 2021-22
El Club Monterrey disputó el Campeón de Campeonas 2021-22 el viernes 27 de mayo de 2022, enfrentando al Club Deportivo Guadalajara por primera ocasión en una final. Empataron con 1 gol de Christina Burkenroad en el partido de ida en el Estadio Akron. Posteriormente, en el partido de vuelta, el marcador global fue de 1 a 1, pero cayeron en la serie de penales por 3 a 0, quedando así como subcampeonas en el Estadio BBVA.
| Alineación (Ida): - Alejandría Godínez - Rebeca Bernal - Mariana Cadena - Alejandra Calderón - Mónica Flores - Yamilé Franco - Diana Evangelista - Barbara Olivieri - Valeria Valdéz - Christina Burkenroad - Daniela Solís - D.T. Eva Espejo |  | A. Godínez R. Bernal M. Cadena D. Calderón M. Flores Y. Franco D. Evangelista B. Olivieri V. Valdéz C. Burkenroad D. Solís |  | Alineación (Vuelta): - Alejandría Godínez - Rebeca Bernal - Mariana Cadena - Alejandra Calderón - Mónica Flores - Diana Evangelista - Diana García - Yamilé Franco - Desirée Monsiváis - Christina Burkenroad - Daniela Solís - D.T. Eva Espejo |  | A. Godínez R. Bernal M. Cadena D. Calderón M. Flores D. Evangelista D. García Y. Franco C. Burkenroad D. Solís D. Monsiváis |

## Estadísticas

### Copa de la Liga
Actualizado al último partido disputado el: 5 de mayo de 2017
| TORNEO        | PJ | PG | PE | PP | GF | GC | DIF | PTS | LOGRO             | EFE (%) |
| ------------- | -- | -- | -- | -- | -- | -- | --- | --- | ----------------- | ------- |
| Clausura 2017 | 3  | 1  | 0  | 2  | 7  | 12 | -5  | 3   | 9.º               | 33.3    |
| TOTAL         | 3  | 1  | 0  | 2  | 7  | 12 | -5  | 3   | 9.º Lugar general | 33.33 % |

### Primera División
Actualizado al último partido disputado el: 20 de noviembre de 2023
| TORNEO        | PJ  | PG  | PE | PP | GF  | GC  | DIF | PTS | POSICIÓN                                     | LOGRO                                        | EFE (%) |
| ------------- | --- | --- | -- | -- | --- | --- | --- | --- | -------------------------------------------- | -------------------------------------------- | ------- |
| Apertura 2017 | 14  | 10  | 1  | 3  | 38  | 17  | 21  | 31  | 4.º                                          | –                                            | 73.8%   |
| Clausura 2018 | 18  | 12  | 4  | 2  | 53  | 18  | 35  | 40  | 1.º                                          | Subcampeonas                                 | 74.1%   |
| Apertura 2018 | 18  | 8   | 8  | 2  | 39  | 16  | 23  | 32  | 5.º                                          | Cuartos de final                             | 59.3%   |
| Clausura 2019 | 22  | 16  | 3  | 3  | 53  | 20  | 33  | 51  | 1.º                                          | Subcampeonas                                 | 77.3%   |
| Apertura 2019 | 24  | 19  | 3  | 2  | 59  | 20  | 39  | 60  | 1.º                                          | Campeonas                                    | 83.3%   |
| Clausura 2020 | 8   | 5   | 2  | 1  | 15  | 9   | 6   | 17  | Suspendido debido a la pandemia por COVID-19 | Suspendido debido a la pandemia por COVID-19 | 70.8%   |
| Apertura 2020 | 23  | 17  | 3  | 3  | 54  | 24  | 30  | 54  | 3.º                                          | Subcampeonas                                 | 78.3%   |
| Clausura 2021 | 21  | 12  | 4  | 5  | 47  | 30  | 17  | 40  | 4.º                                          | Semifinal                                    | 63.5%   |
| Apertura 2021 | 23  | 15  | 6  | 2  | 51  | 16  | 35  | 51  | 2.º                                          | Campeonas                                    | 73.9%   |
| Clausura 2022 | 21  | 17  | 1  | 3  | 56  | 18  | 39  | 52  | 1.º                                          | Semifinal                                    | 82.5%   |
| Apertura 2022 | 21  | 14  | 4  | 3  | 54  | 22  | 32  | 46  | 2.º                                          | Semifinal                                    | 73.0%   |
| Clausura 2023 | 21  | 13  | 4  | 4  | 52  | 19  | 33  | 43  | 1.º                                          | Semifinal                                    | 68.3%   |
| Apertura 2023 | 21  | 13  | 6  | 2  | 49  | 18  | 31  | 45  | 4.º                                          | Semifinal                                    | 71.4%   |
| Clausura 2024 | 23  | 17  | 2  | 4  | 57  | 16  | 41  | 53  | 3.º                                          | Campeonas                                    | 76.8%   |
| TOTAL         | 278 | 188 | 51 | 39 | 677 | 263 | 415 | 615 | 2.º                                          | 2 Campeonatos                                | 73.7 %  |

### Campeón de Campeonas
Actualizado al último partido disputado el: 30 de mayo de 2022
| TORNEO      | PJ | PG | PE | PP | GF | GC | DIF | PTS | POSICIÓN        | EFE (%) |
| ----------- | -- | -- | -- | -- | -- | -- | --- | --- | --------------- | ------- |
| 2021 – 2022 | 2  | 0  | 2  | 0  | 1  | 0  | 0   | 2   | Subcampeonas    | 33.3    |
| TOTAL       | 2  | 0  | 2  | 0  | 1  | 0  | 0   | 2   | 1 Subcampeonato | 33.3 %  |

### Campeonas de goleo
| Torneo        | Jugadora          | Goles | Partidos | Promedio |
| ------------- | ----------------- | ----- | -------- | -------- |
| Apertura 2018 | Desirée Monsiváis | 13    | 14       | 0.93     |
| Apertura 2019 | Desirée Monsiváis | 17    | 17       | 1        |

### Participación internacional
| 1  | 1 de julio de 2018   | Houston     | Dallas FC                | 4:1         | Club de Fútbol Monterrey  | Partido amistoso |
| 2  | 4 de julio de 2018   | Houston     | Houston Dash             | 3:1         | Club de Fútbol Monterrey  | Partido amistoso |
| 3  | 7 de marzo de 2020   | San Antonio | SACorinthians FC         | 0:5         | Club de Fútbol Monterrey  | Partido amistoso |
| 4  | 29 de junio de 2022  | Monterrey   | Club de Fútbol Monterrey | 2:0         | Trinidad y Tobago         | Partido amistoso |
| 5  | 17 de agosto de 2022 | Portland    | Portland Thorns FC       | (2) 1:1 (3) | Club de Fútbol Monterrey  | ICC Women's 2022 |
| 6  | 20 de agosto de 2022 | Portland    | Olympique de Lyon        | 2:0         | Club de Fútbol Monterrey  | ICC Women's 2022 |
| 7  | 9 de marzo de 2023   | Monterrey   | Club de Fútbol Monterrey | 2:1         | North Carolina Courage    | Partido amistoso |
| 8  | 4 de octubre de 2023 | Kansas      | Kansas City Current      | 1:0         | Club de Fútbol Monterrey  | Partido amistoso |
| 9  | 12 de junio de 2024  | Monterrey   | Club de Fútbol Monterrey | -:-         | Associazione Calcio Milan | Her Nations Tour |
| 10 | 20 de julio de 2024  | Louisville  | Racing Louisville        | -:-         | Club de Fútbol Monterrey  | 2024 Summer Cup  |
| 11 | 28 de julio de 2024  | Orlando     | Orlando Pride            | -:-         | Club de Fútbol Monterrey  | 2024 Summer Cup  |
| 12 | 31 de julio de 2024  | Cary        | North Carolina Courage   | -:-         | Club de Fútbol Monterrey  | 2024 Summer Cup  |

## Goles históricos

### Goles en Copa
| Gol                                       | Fecha             | Jugador             | Rival             | Resultado | Notas           |
| ----------------------------------------- | ----------------- | ------------------- | ----------------- | --------- | --------------- |
| 1                                         | 4 de mayo de 2017 | Sofía Martínez (3') | Tigres de la UANL | 3 - 4     | Primer gol Copa |
| Fecha de actualización: 5 de mayo de 2017 |                   |                     |                   |           |                 |

### Goles en Liga
| Gol                                             | Fecha                    | Jugador                 | Rival                     | Resultado | Notas           |
| ----------------------------------------------- | ------------------------ | ----------------------- | ------------------------- | --------- | --------------- |
| 1                                               | 30 de julio de 2017      | Sofía Ochoa (3')        | Club Necaxa               | 5 - 2     | Primer gol Liga |
| 50                                              | 28 de enero de 2018      | Rebeca Bernal (34')     | Club Necaxa               | 8 - 0     | Gol número 50   |
| 100                                             | 19 de agosto de 2018     | Desirée Monsiváis (14') | Querétaro Fútbol Club     | 8 - 0     | Gol número 100  |
| 200                                             | 19 de agosto de 2019     | Desirée Monsiváis (89') | Club Santos Laguna        | 2 - 1     | Gol número 200  |
| 300                                             | 30 de noviembre de 2020  | Mónica Flores (13')     | Club Universidad Nacional | 4 - 0     | Gol número 300  |
| 400                                             | 20 de noviembre de 2021  | Diana Evangelista (19') | Cruz Azul Fútbol Club     | 5 - 0     | Gol número 400  |
| 500                                             | 26 de septiembre de 2022 | Aylín Aviléz (4')       | Club Universidad Nacional | 6 - 0     | Gol número 500  |
| 600                                             | 29 de septiembre de 2023 | Diana García (79')      | Club Necaxa               | 4 - 0     | Gol número 600  |
| Fecha de actualización: 20 de noviembre de 2023 |                          |                         |                           |           |                 |

## Máximas goleadoras
Actualizado al último partido disputado el: 27 de mayo de 2024

### Máximas goleadoras en liga
| Pos  | Nacionalidad | Nombre               | Goles |
| ---- | ------------ | -------------------- | ----- |
| 1.º  | México       | Desirée Monsiváis    | 122   |
| 2.º  | México       | Christina Burkenroad | 80    |
| 3.º  | México       | Rebeca Bernal        | 60    |
| 4.º  | México       | Daniela Solís        | 59    |
| 4.º  | México       | Diana Evangelista    | 59    |
| 6.º  | México       | Aylín Aviléz         | 56    |
| 7.º  | México       | Dinora Garza         | 23    |
| 8.º  | México       | Nicole Pérez         | 18    |
| 9.º  | México       | Diana García         | 17    |
| 10.º | México       | Myra Delgadillo      | 14    |
| 10.º | Sudáfrica    | Jermaine Seoposenwe  | 14    |

| Máximas goleadoras en temporada regular | Máximas goleadoras en temporada regular | Máximas goleadoras en temporada regular | Máximas goleadoras en temporada regular |
| Pos                                     | Nacionalidad                            | Nombre                                  | Goles                                   |
| --------------------------------------- | --------------------------------------- | --------------------------------------- | --------------------------------------- |
| 1.º                                     | México                                  | Desirée Monsiváis                       | 105                                     |
| 2.º                                     | México                                  | Christina Burkenroad                    | 68                                      |
| 3.º                                     | México                                  | Daniela Solís                           | 57                                      |
| 4.º                                     | México                                  | Aylín Aviléz                            | 52                                      |
| 5.º                                     | México                                  | Diana Evangelista                       | 48                                      |
| Máximas goleadoras en liguilla          |                                         |                                         |                                         |
| Pos                                     | Nacionalidad                            | Nombre                                  | Goles                                   |
| 1.º                                     | México                                  | Desirée Monsiváis                       | 17                                      |
| 2.º                                     | México                                  | Rebeca Bernal                           | 14                                      |
| 3.º                                     | México                                  | Christina Burkenroad                    | 12                                      |
| 4.º                                     | México                                  | Diana Evangelista                       | 11                                      |
| 5.º                                     | México                                  | Nicole Pérez                            | 4                                       |
| 5.º                                     | México                                  | Aylín Aviléz                            | 4                                       |

### Máximas anotadoras por temporada
| Máximas anotadoras por temporada de copa MX      | Máximas anotadoras por temporada de copa MX | Máximas anotadoras por temporada de copa MX |
| Torneo                                           | Jugadora                                    | Goles                                       |
| ------------------------------------------------ | ------------------------------------------- | ------------------------------------------- |
| Copa MX 2017                                     | Diana Evangelista                           | 4                                           |
| Máximas anotadoras por temporada regular de liga |                                             |                                             |
| Torneo                                           | Jugadora                                    | Goles                                       |
| Apertura 2017                                    | Desirée Monsiváis                           | 10                                          |
| Clausura 2018                                    | Desirée Monsiváis                           | 10                                          |
| Apertura 2018                                    | Desirée Monsiváis                           | 13                                          |
| Clausura 2019                                    | Desirée Monsiváis                           | 6                                           |
| Clausura 2019                                    | Aylín Aviléz                                | 6                                           |
| Apertura 2019                                    | Desirée Monsiváis                           | 17                                          |
| Clausura 2020 *                                  | Desirée Monsiváis                           | 6                                           |
| Apertura 2020                                    | Desirée Monsiváis                           | 13                                          |
| Clausura 2021                                    | Daniela Solís                               | 11                                          |
| Apertura 2021                                    | Desirée Monsiváis                           | 14                                          |
| Clausura 2022                                    | Desirée Monsiváis                           | 9                                           |
| Apertura 2022                                    | Christina Burkenroad                        | 16                                          |
| Clausura 2023                                    | Christina Burkenroad                        | 15                                          |
| Apertura 2023                                    | Christina Burkenroad                        | 10                                          |
| Clausura 2024                                    | Jermaine Seoposenwe                         | 8                                           |

| Máximas anotadoras por liguilla            | Máximas anotadoras por liguilla                   | Máximas anotadoras por liguilla              |
| Torneo                                     | Jugadora                                          | Goles                                        |
| ------------------------------------------ | ------------------------------------------------- | -------------------------------------------- |
| Clausura 2018                              | Diana Evangelista Desirée Monsiváis Rebeca Bernal | 2                                            |
| Apertura 2018                              | Rebeca Bernal                                     | 1                                            |
| Clausura 2019                              | Desirée Monsiváis                                 | 5                                            |
| Apertura 2019                              | Diana Evangelista                                 | 2                                            |
| Clausura 2020                              | Suspendido debido a la pandemia por COVID-19      | Suspendido debido a la pandemia por COVID-19 |
| Apertura 2020                              | Desirée Monsiváis                                 | 3                                            |
| Apertura 2020                              | Diana Evangelista                                 | 3                                            |
| Clausura 2021                              | Desirée Monsiváis                                 | 3                                            |
| Apertura 2021                              | Desirée Monsiváis                                 | 2                                            |
| Clausura 2022                              | Rebeca Bernal                                     | 2                                            |
| Apertura 2022                              | Rebeca Bernal                                     | 3                                            |
| Clausura 2023                              | Daniela Solís Desirée Monsiváis Rebeca Bernal     | 2                                            |
| Apertura 2023                              | Nicole Pérez Carlee Giamona                       | 2                                            |
| Clausura 2024                              | Christina Burkenroad                              | 3                                            |
| Máximas anotadoras en campeón de campeonas |                                                   |                                              |
| Torneo                                     | Jugadora                                          | Goles                                        |
| 2021 – 2022                                | Christina Burkenroad                              | 1                                            |

## Palmarés
Nota: en negrita competiciones vigentes en la actualidad.
| Competición nacional                       | Títulos                                                        | Subcampeonatos                                 |
| ------------------------------------------ | -------------------------------------------------------------- | ---------------------------------------------- |
| Primera División Femenil de México (4/3)   | Apertura 2019, Grita México A21, Clausura 2024 y Apertura 2024 | Clausura 2018, Clausura 2019 y Guard1anes 2020 |
| Campeón de Campeones Liga MX Femenil (0/2) |                                                                | 2021-22, 2023-24                               |
| Torneo Amistoso Internacional              | Títulos                                                        | Subcampeonatos                                 |
| Women's International Champions Cup (0/1)  |                                                                | 2022                                           |

## Jugadoras Extranjeras
| Jugadora            | Posición      | Edad    | Procedencia            | Destino          | Duración            |
| ------------------- | ------------- | ------- | ---------------------- | ---------------- | ------------------- |
| Valeria del Campo   | Defensa       | 30 años | D. Saprissa            | Sigue en el club | Ap. 2021 - Presente |
| Bárbara Olivieri    | Delantera     | 23 años | Texas A&M              | Houston Dash     | Cl. 2022 - Cl. 2023 |
| Isabella Echeverri  | Defensa       | 32 años | Sevilla F.C.           | Retiro           | Ap. 2022 - Cl. 2023 |
| María Paula Salas   | Delantera     | 23 años | Alajuelense F.         | Agente libre     | Ap. 2022 - Cl. 2023 |
| Carlee Giammona     | Mediocampista | 24 años | Pepperdine Waves       | Agente libre     | Ap. 2022 - Ap. 2023 |
| Chinwendu Ihezuo    | Delantera     | 28 años | Meizhou Hakka          | C. de F. Pachuca | Cl. 2023 - Ap. 2023 |
| Jermaine Seoposenwe | Delantera     | 31 años | FC Juárez              | Sigue en el club | Ap. 2023 - Presente |
| Ana Lucía Martínez  | Delantera     | 35 años | Calcio Pomigliano      | En el club       | Cl. 2024            |
| Merel van Dongen    | Defensa       | 32 años | C. A. de Madrid        | En el club       | Cl. 2024            |
| Juana Plata *       | Mediocampista | 25 años | Texas State University | En el club       | Cl. 2024            |

*  La jugadora tiene nacionalidad mexicana, pero representa a otra selección nacional.

## Entrenadores
Actualizado al último partido disputado el: 20 de noviembre de 2023
| Entrenador      | Temporada                        | PJ            | PG            | PE            | PP            | TR            | GF            | GC            | DIF           | PTS           | POS                                          | Resultado                                    | EFE (%)       |
| --------------- | -------------------------------- | ------------- | ------------- | ------------- | ------------- | ------------- | ------------- | ------------- | ------------- | ------------- | -------------------------------------------- | -------------------------------------------- | ------------- |
| Gustavo Leal    | Copa MX 2017                     | 3             | 1             | 0             | 2             | 0             | 7             | 12            | -5            | 3             | 9.º                                          | Fase de grupos                               | 33.3          |
| Gustavo Leal    | Apertura 2017                    | 10            | 8             | 1             | 1             | 0             | 38            | 17            | 21            | 31            | 4.º                                          | Fase de grupos                               | 83.3          |
| Gustavo Leal    | Total                            | 13            | 9             | 1             | 3             | 0             | 45            | 29            | 16            | 34            | 7.º                                          | Fase de grupos                               | 71.8 %        |
| Héctor Becerra  | Clausura 2018                    | 18            | 12            | 4             | 2             | 0             | 53            | 18            | 35            | 40            | 1.º                                          | Subcampeón                                   | 74.1          |
| Héctor Becerra  | Apertura 2018                    | 18            | 8             | 8             | 2             | 0             | 39            | 16            | 23            | 32            | 5.º                                          | Cuartos de final                             | 59.3          |
| Héctor Becerra  | Clausura 2019                    | 22            | 16            | 3             | 3             | 0             | 53            | 20            | 33            | 51            | 1.º                                          | Subcampeón                                   | 77.3          |
| Héctor Becerra  | Apertura 2019                    | 24            | 19            | 3             | 2             | 0             | 59            | 20            | 39            | 60            | 1.º                                          | Campeón                                      | 83.3          |
| Héctor Becerra  | Clausura 2020                    | 9             | 5             | 3             | 1             | 0             | 15            | 9             | 6             | 17            | Suspendido debido a la pandemia por COVID-19 | Suspendido debido a la pandemia por COVID-19 | 66.7          |
| Héctor Becerra  | Apertura 2020                    | 23            | 17            | 3             | 3             | 0             | 54            | 24            | 30            | 54            | 3.º                                          | Subcampeón                                   | 78.3          |
| Héctor Becerra  | Clausura 2021                    | 23            | 12            | 4             | 5             | 0             | 47            | 30            | 17            | 40            | 4.º                                          | Semifinal                                    | 58            |
| Héctor Becerra  | Total                            | 137           | 89            | 28            | 18            | 0             | 320           | 137           | 183           | 294           | 3.º                                          | 1 Campeonato                                 | 71.8 %        |
| Eva Espejo      | Apertura 2021                    | 23            | 15            | 6             | 2             | 0             | 51            | 16            | 35            | 51            | 2.º                                          | Campeona                                     | 73.9          |
| Eva Espejo      | Clausura 2022                    | 21            | 17            | 1             | 3             | 0             | 56            | 18            | 39            | 52            | 1.º                                          | Semifinal                                    | 82.5          |
| Eva Espejo      | Campeón de Campeonas 2021 – 2022 | 2             | 0             | 2             | 0             | 1             | 0             | 0             | 2             | 2             | N/A                                          | Subcampeona                                  | 33.3          |
| Eva Espejo      | Apertura 2022                    | 21            | 14            | 4             | 3             | 0             | 54            | 22            | 32            | 46            | 2.º                                          | Semifinal                                    | 73            |
| Eva Espejo      | Clausura 2023                    | 20            | 13            | 4             | 3             | 1             | 52            | 19            | 33            | 43            | 1.º                                          | Semifinal                                    | 71.7          |
| Eva Espejo      | Apertura 2023                    | 20            | 13            | 6             | 1             | 1             | 49            | 18            | 31            | 45            | 4.º                                          | Semifinal                                    | 75            |
| Eva Espejo      | Total                            | 107           | 72            | 23            | 12            | 3             | 262           | 93            | 172           | 239           | 2.º                                          | 1 Campeonato                                 | 74.5 %        |
| Amelia Valverde | Clausura 2024                    | 23            | 17            | 2             | 4             | 0             | 57            | 16            | 41            | 53            | 3.º                                          | Campeonas                                    | 76.8%         |
| Amelia Valverde | Campeón de Campeonas 2023 – 2024 | Por definirse | Por definirse | Por definirse | Por definirse | Por definirse | Por definirse | Por definirse | Por definirse | Por definirse | Por definirse                                | Por definirse                                | Por definirse |
| Amelia Valverde | Total                            | 23            | 17            | 2             | 4             | 0             | 57            | 16            | 41            | 53            | 3.º                                          | 1 Campeonato                                 | 76.8%         |